# Otto Dall
Otto F. Dall (* 1938 in Emden) ist ein  deutscher Ingenieur und Hochschullehrer im Ruhestand.

## Leben
Otto Dall kam 1938 im ostfriesischen Emden als Sohn eines Schulrektors und einer Lehrerin zur Welt. Sein jüngerer Bruder war der Fernsehmoderator, Sänger, Schauspieler und Komiker Karl Dall.
Dall absolvierte nach dem Abitur ein Studium der Ingenieurwissenschaften und promovierte 1971 nach erfolgreichem Abschluss. Seine Arbeit beschäftigte sich mit Rationalisierung von Multimoment-Studien durch maschinelle Datenverarbeitung. Er war langjährig an der TH Aachen tätig, bevor er als Professor an die TU Dortmund wechselte. Bis zu seiner Emeritierung im Jahr 2003 war er dort als Professor für Technik und ihre Didaktik II tätig.

## Publikationen (Auswahl)
- Rationalisierung von Multimoment-Studien durch maschinelle Datenverarbeitung. Dissertation. 1971.[3]
- Zeitstudienmethodik und Zeitfondsanalysen bei wissenschaftlicher Arbeit: Entwicklung u. Erprobung e. Zeitstudienmethodik z. Erfassung d. Tätigkeitsstruktur von wiss. Personal an Hochschuleinrichtungen. Hanstein, Köln 1974, ISBN 3-7756-6400-9.
- Programmsystem MAVAMM zur maschinellen Vorbereitung und Auswertung von Multimoment-Aufnahmen. Westdeutscher Verlag, Opladen 1975, ISBN 3-531-02518-X.
- Gesellschaft und Wirtschaft im Technikunterricht. VDI-Verlag, Düsseldorf 1985, ISBN 3-18-400689-1.[7]